# Lucia Kršková
Lucia Kršková (* 14. Oktober 1987) ist eine slowakische CrossFit-Athletin und Bobfahrerin.

## Karriere
Zur Saison 2022/23 kam Lucia Kršková, welche auch im CrossFit aktiv ist, zum Bobsport und wurde die Anschieberin von Viktória Čerňanská. Beide starteten gemeinsam im Bob-Nordamerikacup. Ihr Debüt gaben die beiden am 12. November 2022 beim Zweierbob-Wettbewerb im Whistler Sliding Centre, wo sie den sechsten Platz belegten. Einen Tag später belegten sie beim zweiten Zweierbob-Wettbewerb in Whistler den fünften Platz. Auf der Utah Olympic Park Track konnte sie und Viktória Čerňanská am 22. November 2022 ihren ersten Sieg im Nordamerikacup. Einen Tag später belegten sie mit dem zweiten Platz hinter einem US-amerikanischen Bob erneut einen Podiumsplatz im Nordamerikacup.